# Década de 590
Séculos: (Século V - Século VI - Século VII)
Décadas: 540 550 560 570 580 - 590 - 600 610 620 630 640
Anos: 590 - 591 - 592 - 593 - 594 - 595 - 596 - 597 - 598 - 599